# Vasîlkove, Novomîkolaiivka
Vasîlkove (în ucraineană Василькове) este un sat în comuna Barvinivka din raionul Novomîkolaiivka, regiunea Zaporijjea, Ucraina.

## Demografie
Componența lingvistică a localității Vasîlkove
     Ucraineană (87,62%)
     Rusă (11,43%)
Conform recensământului din 2001, majoritatea populației localității Vasîlkove era vorbitoare de ucraineană (87,62%), existând în minoritate și vorbitori de rusă (11,43%).